# Eusébio, Ceará

Eusébio este un oraș în statul Ceará (CE) din Brazilia.